# Охлопково (Арзамасский район)
Охло́пково — деревня в Арзамасском районе Нижегородской области. Входит в состав Выездновской сельской администрации.
Село расположено между шоссе Арзамас—Ардатов и Арзамас — (с селом Васильев Враг), в 8 км к юго-западу от города Арзамаса.

## Население
| 1999 | 2002 | 2010 |
| ---- | ---- | ---- |
| 194  | ↘189 | ↘160 |